# Joseph Thaddäus Sichelbein
Joseph Thaddäus Sichelbein (* 16. März 1677 in Wangen im Allgäu; † unbekannt) war Maler und Mitglied der Malerfamilie Sichelbein.

## Leben
Joseph Thaddäus Sichelbein wurde am 16. März 1677 in Wangen geboren. Er war der älteste Sohn des Malers Johann David Sichelbein. Über ihn ist fast nichts bekannt. Lediglich durch nicht näher erläuterte Rechnungen ist ein Handeln in eigener Regie auszumachen. Es wird angenommen, dass er später in dem erfolgreichen Betrieb seines Bruders Judas Thaddäus Sichelbein arbeitete.

## Werke
Lediglich die Fassmalereien des St.-Josephs-Altars in der Kirche in Leupolz, einem Stadtteil von Wangen, sind von ihm gesichert.